# Сражение при Кашкбаире и Карахасанкиое
Сражение при Кашкбаире и Карахасанкиое — одно из ключевых сражений русско-турецкой войны 1877—1878 гг. между Русской Императорской армией и армией Османской империи.

## Бой при Кашкбаире
Части армейского корпуса под командованием Хасан-паши (7 таборов) 9 (21) августа 1877 года атаковали и захватили господствующие высоты высоты у Кашкбаира, которые занимали российские войска.
В 21:30 10 (22) августа к русским подошло подкрепление из 8 батальонов и двух артиллерийских батарей. Совместными силами они атаковали и восстановили контроль за высотами. Русские отбили десяток ожесточённых османских контратак, которые продолжались до утра 11(23) августа. Под давлением превосходящих сил русские были вынуждены отойти на западный берег реки Черни Лом. Потери русской императорской армии составили 350 человек убитыми и ранеными. Победа, достигнутая османами, создала у командования турок убеждение, что они смогут немедленно провести масштабные наступательные операции.

## Бой при деревне Карахасанкиой

### Диспозиция перед битвой
Успех, одержанный турками у Аяслара, сильно поднял их боевой дух, и Мехмет-Али решил перейти в наступление против Рущукского отряда. Стремясь овладеть правым берегом Кара-Лома, турки запланировали занять высоты у Карахасанкое.

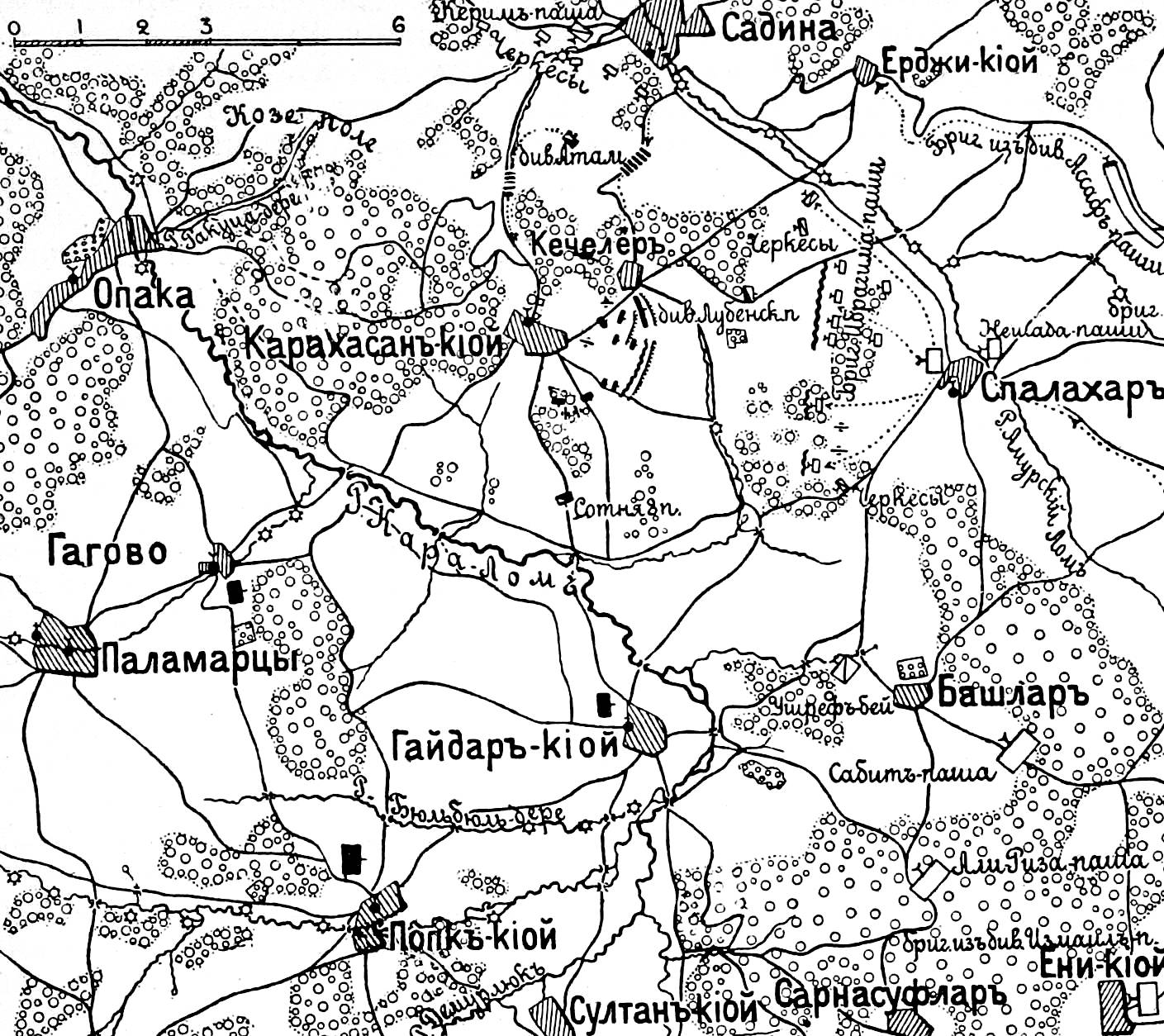
Театр военных действий
(рисунок из статьи «Карахасан-Киой»
«Военная энциклопедия Сытина»)

Группировка сил на линии Кара-Лома к этому времени была следующей: Рущукский отряд (48 батальонов, 45 эскадронов и сотен, при 224 артиллерийских орудиях) стоял на фронте Пиргос — Абланово — Аяслар (55 верст), имея на правом фланге, в районе Ковачица — Гагово — Поп-киой отряд командира XIII корпуса генерал-лейтенанта Гана (24 батальона, 14 эскадронов и сотен при 107 opудиях); ближайшая группа центра находилась в 12 верстах на север и уступом назад; общий резерв Рущукского отряда был у деревень Идже-киой и Удже-киой. Главные силы Гана стояли у деревни Ковачица, имея передовые отряды у деревень Карахасанкиой, Гайдар-киой и Аяслара.
Турки (104 батальона, 60 эскадронов при 174 орудиях) были расположены на линии Рущук — Торлак — Гайдар-киой. План их атаки передовой позиции XIII корпуса заключался в следующем: дивизия Неджиба-паши (19 батальонов, 6 эскадронов и 5 батарей) должна была атаковать Карахасанкиой с фронта; бригада дивизии Ассафа-паши (8 батальонов и 2 батареи), овладев деревней Садина, атаковать Карахасанкиой с северо-востока; бригада Сабита-паши (7 батальонов, 8 эскадронов и 3 батареи) наступать через Башлар и по долине Кара-Лома, угрожая пути отступления от Карахасанкиой; для отвлечения внимания русских на их флангах направлены: против Гайдар-киоя 3 батальона, 6 эскадронов и 2 батареи, а против Аяслара — 6 батальонов, 6 эскадронов и 2 батареи.
Позиция русской армии у Карахасанкиой была расположена к востоку от деревни, на пологом скате; правый фланг составляла роща к югу от деревни, a левый упирался в деревню Кечелер. Правый фланг контролировал местность к югу и юго-востоку, имел хороший обстрел и к нему не было подступов. Фронт позиции был ограничен Спалахарскими высотами, расположенными в 3 верстах от фронта; с левого фланга и с тыла позиция была окружена высотами и лесом. На позиции были устроены две батареи по 2 opудия, окопы на опушке рощи и на фронте позиции, а также в тылу на восточной опушке деревни Карахасанкиой. В распоряжении генерал-майора Леонова имелось 3 батальона, 5 эскадронов и сотен при 10 орудиях.

### Сражение
Получив утром 18 августа донесение от конницы о движении значительном сил противника к деревне Спалахар, генерал Леонов, выслав к деревне Садина полковника Назарова с 2 ротами и 2 opудиями, а к деревне Спалахар — подполковника Глазенапа с 2 ротами, 2 эскадронами и двумя орудиями, отряду приказал занять позицию: две роты с 2 орудиями — в центре, 1 рота и 4 opудия — в роще на правом фланге и 3 роты в окопах — на левом фланге; остальные 5 рот составили общий резерв.
Между тем, Лубенцы, обнаружив на Спалахарских высотах конницу противника, атаковали её, но появление пехоты вынудило её отойти, вслед за чем отряд Глазенапа расположился к югу от Кечелерского леса. Леонов поддержал Глазенапа 3 ротами и приказал Назарову отходить от Садина к Кечелеру, где принять на себя охрану левого фланга отряда. Между тем, Глазенап, из-за сильного огня врага, вынужден был отойти на позицию.
К половине десятого утра отряд Леонова расположился следующим образом: один батальон занял окопы на левом фланге, другой был в центре, 3 роты в роще на правом фланге; полторы роты на пути к Кечелеру; гусары держались у Кечелерского леса; атаманцы находились к северо-западу от деревни Кечелера, наблюдая за левым флангом, а сотня Донцов — к югу от рощи, наблюдая за правым. Тем временем турки, усилив боевую линию, начали атаку бригадой Неджиба-паши на левый фланг русских. Окопы несколько раз переходили из рук в руки, но, несмотря на содействие гусар, атаковавших турок, левый фланг вынужден был отойти к Карахасанкиой. Отступление его повлекло отход и центра, которому турки могли угрожать с левого фланга. Турки удовольствовались захватом нашей позиции и начали на ней укрепляться.
К этому времени бригада дивизии Ассафа-паши достигла Садина и продолжала наступление к деревне Кечелер, а бригада Сабита-паши заняла Башлар и остановилась. К 11 часам отряд Леонова устроился на 2-й позиции у восточной окраины Карахасанкиой. Один батальон под началом майора Завойского Мечислава Леонтьевича занял рощу севернее Карахасанкиоя; 7 рот и 6 орудий (майора Шлюповича) заняли восточные скаты высот, на которых расположена деревня Карахасанкиой; 3 роты и 4 орудия (майора Иговского) были на восточной опушке рощи; 1 эскадрон Атаманцев наблюдал за левым флангом на высоте к западу от Садина, а остальная кавалерия (4 эскадрона и сотни), под командованием Глазенапа, охраняла правый фланг русских сил.
Между тем, около полудня бригада из дивизии Ассафа-паши заняла Кечелер и произвела ряд атак на Завойского, но была отбита. Спустя час начались атаки турок и на центр. Шесть раз деревни переходили из рук в руки; Зарайцы мужественно оборонялись, напрягая последние усилия (позднее, в знак признательности подвигу солдат и офицеров Зарайского пехотного полка, болгары переименуют Карахасанкиой в Зараево).
Около 16 часов отряду Леонова начала угрожать новая опасность: бригада Сабита-паши, стоявшая до сих пор в бездействии у Башлара, перешла в наступление, а со Спалахарских высот начала спускаться ещё одна бригада. Таким образом, турки вводили в бой почти целую дивизию свежих войск. При этих условиях Леонов не мог надеяться удержать позицию, но имея приказ удержаться, он направил прибывшие подкрепления (9 рот Моршанцев): один батальон в распоряжение Завойского, а 2 роты на усиление центра. Бой разгорелся с новой силой, и генерал Леонов героически держался ещё два часа. Около 18 часов, когда движение бригады Сабита-паши начало уже угрожать пути отступления, Леонов приказал отступать на Гагово. Отступление было совершено стройно, хотя и не без затруднений; значительное содействие на правом фланге и в центре оказала отходившая частями артиллерия; на левом же фланге, за отсутствием к концу боя артиллерии, Завойскому приходилось сдерживать турок переходом в контратаку. К 9 часам вечера весь отряд Леонова собрался в Гагово, оставив кавалерийские аванпосты вдоль Кара-Лома.

### Потери
Потери русской армии: убитыми 4 офицера и 105 нижних чинов, ранеными 22 офицера и 359 нижних чинов.

### Итог
Несмотря на захват нескольких населённых пунктов, османское командование не смогло перехватить стратегическую инициативу и русские части сумели занять новые позиции для продолжения боевых действий против турок.